# Bolværk
Bolværk kaldes en lodret eller svagt hældende væg, som oftest af træ, men også af jernbeton eller jern, der tjener til at begrænse en sten- eller jordmasse, sædvanligvis ud mod vand. Bolværker anvendes som indfatning for opfyldninger, for havnekajer, jordfyldte moler, slusesider med mere og består i sin simpleste skikkelse blot af en række pæle med en klædning af planker på bagsiden ind mod jordfylden; pælene er rammede så dybt ned, at de derved er sikrede imod trykket af jorden.
Dette er dog ikke tilstrækkeligt ved større vanddybder og jordhøjder, Væggen må da af hensyn til jordtrykket forankres. I de i Danmark almindeligt anvendte bolværkskonstruktioner indgår en række pæle (bolværkspæle, hjertepæle), der rammes i l m afstand fra midte til midte, almindeligvis med en ringe hældning indad imod kajen. Oven på pælene lægges et vandret stykke tømmer, kaldet hammeren, der tappes på pælene. På bagsiden af disse anbringes en tæt væg, der over vandet almindeligvis består af 2 lag vandrette planker, spigrede til pælene, under vand dels af et lag vandrette planker, samlede i større flager ved hjælp af lodrette lister (kaldet revler), dels af et bag disse anbragt lag af lodrette planker, rammede side om side (kaldet forsætningen, spidsplanker). En sådan væg ville ikke være i stand til at modstå trykket af den bagved liggende jord og må derfor forankres. Med visse mellemrum, ofte for hver tredje hjertepæl, anbringes, hvilende på nogle bærepæle, et vandret stykke tømmer (ankeret) vinkelret på bolværkets længderetning. Oven på dette fæstes to gennemgående såkaldte stræktømmer, et forreste, der ved bolte, hovedbolte, er forbundet med hjertepælene, og et bageste. Et par nedrammede skråpæle, nakkede og boltede til det bageste stræktømmer, fuldender forankringen.
I stedet for ankre af træ benyttes nu meget jernankre. Ankeret, båret af en pæl, er en svær rundjernsstang, skrueskåret i begge ender, der føres igennem de to stræktømmere, forsynede med møtrik og underlagsplade. De enkelte skråpæle bør her helst erstattes med »stive« pælebukke, 2 for hvert anker, bestående af en lod- og en skråpæl. Ofte er det nødvendigt at afstive den over vand værende del af væggen yderligere ved et indvendigt skråtliggende anker eller ved en udvendig skråpæl. Fra den beskrevne konstruktion gives der mangfoldige afvigelser. Således kan det blandt andet af pladshensyn, og når bunden er fast, anbefales at flytte pælebukkene, der da må rammes dybere i jorden og forøges i antal, tæt op imod væggen. Endvidere udføres, særlig i hjørner, der skal afrundes, væggen undertiden af en enkelt tæt væg af pæle (eller svære nedrammede planker med indskudte pæle), forenede ved fjer og not og med en gennemgående hammer foroven. I stedet for skråpæle og pælebukke kan ved lange ankre og fastgjorte i disse anvendes lodret stående flager, der på grund af jordtrykket hindres i at bevæge sig.
En ulempe ved anvendelse af træbolværker er forekomsten i de fleste farvande af pæleorme og pælekrebs, der angriber træ. Angrebet kan være så stærkt, at fx en pæl i Frederikshavns havn på mindre end et par år kan blive fuldstændig ødelagt. Det er derfor nødvendigt at forsyne det i vand værende træ, pæle og planker med et beskyttende overtræk. Det kan bestå af jernplader, der sømmes på træet, eller blot af søm, ca. 3 cm lange, der, anbragte i passende afstand, efterhånden gennemtrænger træet fra overfladen og et stykke ind i tømmeret med rust, der udelukker angrebet. Hvor angrebet er svagere, kan man nøjes med imprægnering af tømmeret med kreosotolie, kobbervitriol, zinkklorid, sublimat m.m., eller man kan indskrænke sig (som ved Rødby Havn) til at smøre tømmeret forinden anbringelsen med varm »sortor«, en tjæreagtig substans. Disse foranstaltninger fordyrer imidlertid i væsentlig grad træ-bolværker og sikrer dem heller ikke helt imod de nævnte angreb. Bortset herfra er træ, nedsænket helt i vand, i almindelighed så godt som uforgængeligt, men over vandet rådner træet i løbet af 20-25 år, hvorfor det bliver nødvendigt at ombygge denne del af bolværket, dvs. "bolværket sættes på fod". Hjertepælene afskæres, og oven på pælenes friske ender tappes et fodstykke, hvori der atter tappes stolper, der for oven forsynes med hammer. Bag ved stolperne anbringes en ny dobbelt klædning af vandrette planker. Denne væg må i alle tilfælde forankres med indvendige skråankre, som regel af jern. En sådan fornyelse kan gentages l à 2 gange for hver 10 à 15 år.
Siden 1. verdenskrig har bolværker af jernbeton vundet stor udbredelse over hele verden. En i Danmark hyppigt anvendt konstruktion ser således ud: bolværksvæggen består af en tæt række nedrammede notpæle, oven på hvilke er støbt en noget tykkere væg. Hele væggen forankres gennem anker-bjælken, anbragt for hver 3-4 m vinkelret på bolværkslinjen til en pælebuk, i hvilken de to pæle indgår. En ejendommelighed ved denne konstruktion er det gennemgående dæk, der ved gennem strækbjælken at overføre vægten af den oven på dækket hvilende jordmasse til pælebukkene forøger bolværkets stabilitet. For øvrigt udføres hele bolværket som et eneste sammenhængende legeme af jernbeton. Fordelene ved denne konstruktion er dets holdbarhed (såfremt arbejdet er godt udført), dets modstandsdygtighed imod pæleorme og pælekrebs samt dets store stivhed.
I nyere tid er de såkaldte jernspunsvægge af stål komne frem i Danmark, mens de allerede i adskillige år tidligere havde været anvendte i Tyskland og Amerika (USA). Sådanne vægge, der kan anvendes i forbindelse med ganske de samme forankringer som ved træbolværker, synes, særlig efter fremkomsten af rationelt valsede profiler, at have en fremtid for sig på grund af deres holdbarhed og deres anvendelighed selv på ret hård bund, hvor træ- eller jernbetonpæle måske vanskelig kan nedrammes. Også vægge af støbejern benyttes, men har dog ikke fundet så stor anvendelse.